# Reserva Natural das Ilhas Palmeiras
A Reserva Natural das Ilhas Palmeiras é uma área protegida constituída por três ilhas planas e rochosas de calcário erodido e pela área do mar circundante, localizada a 5,5 quilómetros ao largo e a noroeste da cidade de Elmina, no Líbano, a oeste de Trípoli (Líbano), no Líbano.
A área total da reserva é de 4,2 quilómetros quadrados, e foi designada como uma Área Especialmente Protegida do Mediterrâneo ao abrigo da Convenção de Barcelona de 1995. As ilhas também foram identificadas como uma Terra Húmida de Importância Internacional Especial Ramsar em 1980, tendo sido identificadas como uma Área Importante para Pássaros pela BirdLife International. As ilhas são um paraíso para as tartarugas-tronco (mydas Chelona), uma espécie ameaçada, para as focas monge raras, constituindo um local de descanso e aninhamento para as aves migratórias.

## Ilhas

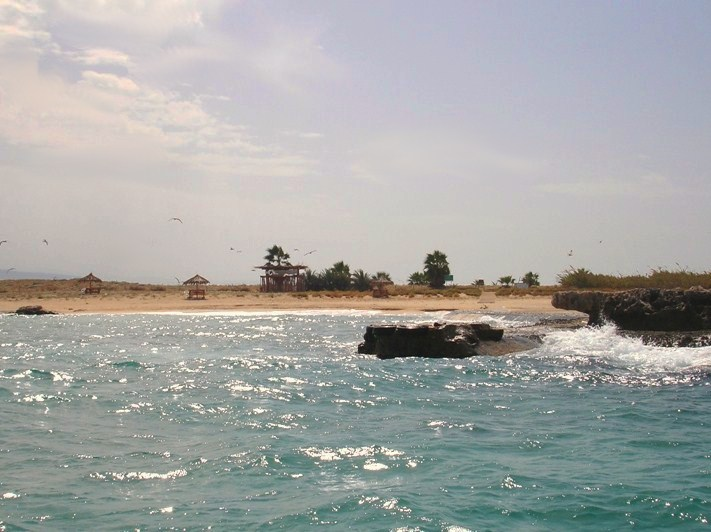
Imagem de uma praia da Ilha da Palmeira

A maior das três ilhas é a Ilha da Palmeira (em árabe: جزيرة النخيل, Jazeerat an-Nakheel), também conhecida como Ilha dos Coelhos (em árabe: جزيرة الأرانب, Jazeerat al-Araneb). O nome "Araneb" (coelhos) vem do grande número de coelhos que foram cultivados na ilha durante a época do mandato francês no início do século 20.
A Ilha da Palmeira é caracterizada pelo seu terreno plano, sem relevos óbvios, cobrindo uma área de 180 796 metros quadrados. O ponto mais alto da ilha encontra-se a seis metros acima do nível do mar. A sua costa rochosa estende-se do noroeste ao sul, enquanto suas praias arenosas ficam nas faces norte e leste. O meio da ilha é de terra, e contém evidências de períodos passados de ocupação humana, como um poço de água doce, um velho lago de evaporação de sal e os restos de uma igreja cruzada. A ilha foi submetida a obras de reabilitação que incluíram a restauração do poço, e a sua água é usada para irrigar as 570 palmeiras da ilha. As autoridades também construíram um cais e trilhos para caminhadas, e demarcaram as áreas de recreação das áreas de pesquisa da ilha.
A Ilha Sanani (em árabe: جزيرة السناني, Jazeerat as-Sanani) abrange uma área de 45 503 metros quadrados, e situa-se a sudeste de Ilha da Palmeira. É principalmente uma ilha rochosa com uma praia parcialmente arenosa.
A terceira ilha, a Ilha Ramkine (em árabe: جزيرة رمكين, Jazeerat Ramkine), também conhecida como a Ilha de Fanar (em árabe: جزيرة الفنار , Jazeerat al-Fanar) é a menor das ilhas, com uma área de 34 903 metros quadrados. Está localizada a noroeste da Ilha da Palmeira. A ilha de Ramkine é na sua maior parte rochosa, e eleva-se a aproximadamente 12 metros acima do nível do mar. A ilha contém os restos de um farol, além de locais de instalação de artilharia, como canhões, e galerias subterrâneas que foram construídas no início do século XX. Uma luz de navegação alimentada por energia solar foi instalada agora na torre do farol velho. As ilhas são propriedade pública, tendo sido declaradas como uma área protegida por lei no dia 9 de Março de 1992.